# Wietersdorf

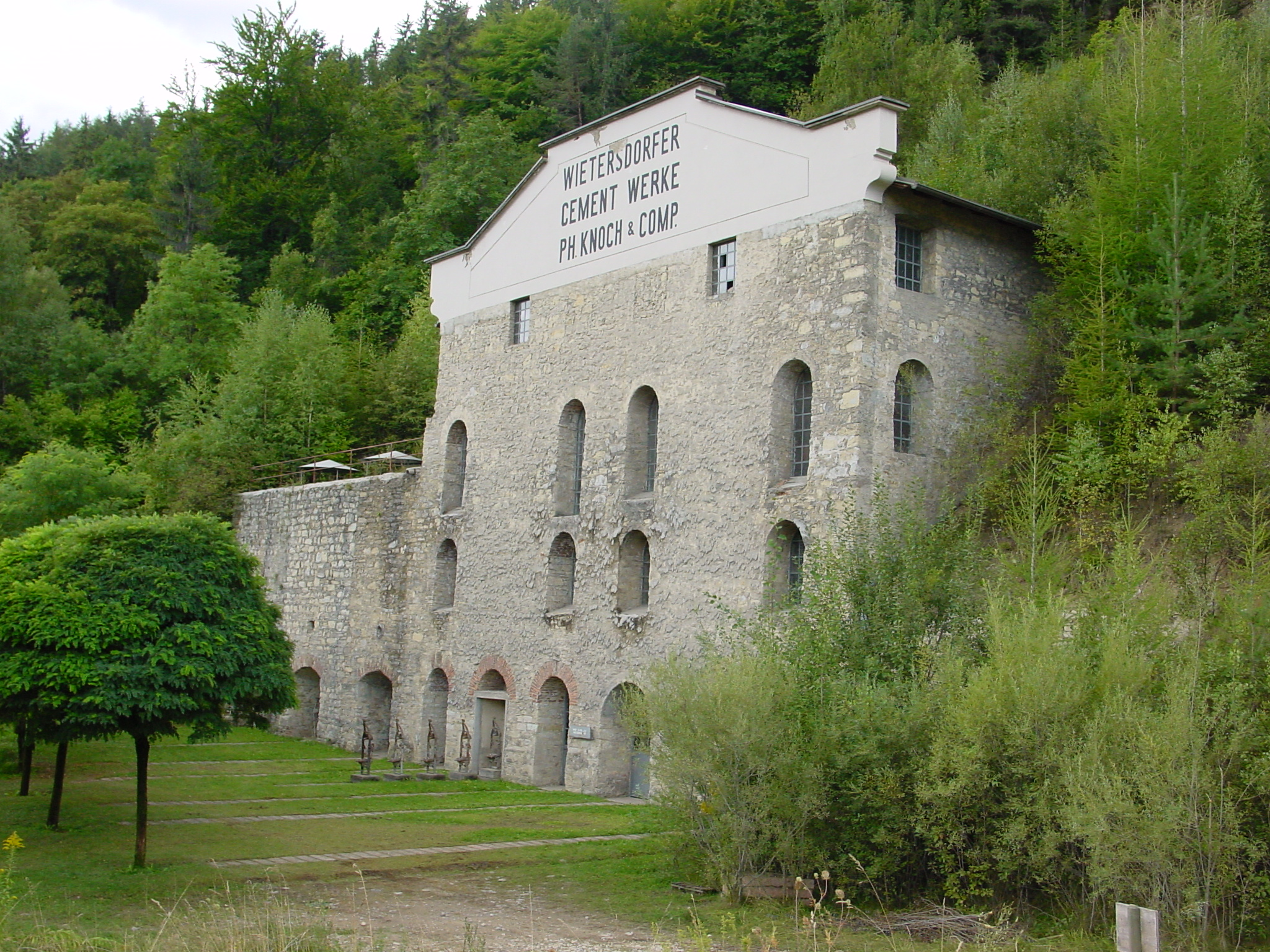
Werksmuseum Wietersdorf

Wietersdorf (slowenisch Vetrinje und Vitodraža ves) ist eine Ortschaft in der Gemeinde Klein St. Paul im Bezirk Sankt Veit an der Glan in Kärnten (Österreich). Die Ortschaft hat 28 Einwohner (Stand 1. Jänner 2024). Vor 1973 verlief eine Gemeindegrenze durch den Ort. Das Ortsbild wird vom Wietersdorfer Zementwerk beherrscht.

## Lage
Die Ortschaft liegt im Görtschitztal, nördlich des Gemeindehauptorts Klein
Sankt Paul. Zu ihr gehören Häuser im Norden der Katastralgemeinde Ober St. Paul, alle Häuser in der Katastralgemeinde Wietersdorf sowie die südlichsten Häuser in der Katastralgemeinde Wieting. In der Ortschaft werden folgende Hofnamen geführt: Mühlbauer (Nr. 14), Görtschitzhube (Nr. 35), Villa Waldheim (Nr. 37), Liegl (Nr. 41), Untere Herle (Nr. 42).

## Geschichte
Die Gegend ist schon lange besiedelt; 1932 wurde oberhalb des Steinbruchs ein spätbronzezeitliches Schmuckstück entdeckt. Der Ort wurde Ende des 12. Jahrhunderts als Wedratsdorf genannt. Der Ortsname leitet sich wohl von einem alten Personennamen ab und wurde später etwas an den des Nachbarortes Wieting angepasst.
Der Ortskern des im 19. Jahrhundert bestehenden Dorfs lag etwa dort, wo sich heute die Haupteinfahrt zum Zementwerk befindet. Der nördliche Teil des Orts lag in der Steuergemeinde Wieting und gehörte in der ersten Hälfte des 19. Jahrhunderts zum Steuerbezirk Wieting, ab Mitte des 19. Jahrhunderts zur Gemeinde Wieting. Der südliche Teil des Orts lag in der Steuergemeinde Wietersdorf und gehörte in der ersten Hälfte des 19. Jahrhunderts zum Steuerbezirk Eberstein, ab Mitte des 19. Jahrhunderts zur Gemeinde Klein Sankt Paul. 1893 wurde das Zementwerk gegründet. Seit der Gemeindestrukturreform 1973 gehört der gesamte Ort zur Gemeinde Klein Sankt Paul. Seit die Ortschaft Ober St. Paul aufgelassen wurde, werden einige Häuser im nördlichen Bereich der Katastralgemeinde Ober St. Paul zur Ortschaft Wietersdorf gezählt.

## Bevölkerungsentwicklung
Für die Ortschaft ermittelte man folgende Einwohnerzahlen:
- 1869: 7 Häuser, 39 Einwohner
davon in Gemeinde Klein St. Paul: 2 Häuser, 12 Einwohner; in Gemeinde Wieting: 5 Häuser, 27 Einwohner[6]
- 1880: 5 Häuser, 32 Einwohner
davon in Gemeinde Klein St. Paul: 2 Häuser, 13 Einwohner; in Gemeinde Wieting: 3 Häuser, 19 Einwohner[1]
- 1890: 6 Häuser, 29 Einwohner
davon in Gemeinde Klein St. Paul: 2 Häuser, 8 Einwohner; in Gemeinde Wieting: 4 Häuser, 21 Einwohner[7]
- 1900: 10 Häuser, 74 Einwohner
davon in Gemeinde Klein St. Paul: 5 Häuser, 45 Einwohner; in Gemeinde Wieting: 5 Häuser, 29 Einwohner[8]
- 1910: 11 Häuser, 106 Einwohner
davon in Gemeinde Klein St. Paul: 6 Häuser, 75 Einwohner; in Gemeinde Wieting: 5 Häuser, 31 Einwohner[9]
- 1923: 13 Häuser, 109 Einwohner
davon in Gemeinde Klein St. Paul: 9 Häuser, 90 Einwohner; in Gemeinde Wieting: 4 Häuser, 19 Einwohner[10]
- 1934: 86 Einwohner
davon in Gemeinde Klein St. Paul: 62 Einwohner; in Gemeinde Wieting: 24 Einwohner[11]
- 1961: 19 Häuser, 134 Einwohner
davon in Gemeinde Klein St. Paul: 16 Häuser, 125 Einwohner; in Gemeinde Wieting: 3 Häuser, 19 Einwohner[12]
- 2001: 16 Gebäude (davon 8 mit Hauptwohnsitz) mit 21 Wohnungen und 17 Haushalten; 57 Einwohner und 5 Nebenwohnsitzfälle; 3 Arbeitsstätten, 4 land- und forstwirtschaftliche Betriebe
davon 2 Häuser mit 6 Einwohnern auf dem Gebiet der ehemaligen Gemeinde Wieting[13]
- 2011: 16 Gebäude, 31 Einwohner, 12 Haushalte, 3 Arbeitsstätten[14]
- 2021: 15 Gebäude, 26 Einwohner, 10 Haushalte, 7 Arbeitsstätten[15]